# Penske PC1
La  Penske PC1 fu la prima monoposto di Formula 1 progettata dalla scuderia statunitense. Corse 12 gran premi nelle stagioni 1974 e 1975 e venne rimpiazzata dalla Penske PC3 nel 1976.

## Tecnica
Progettata da Geoff Ferris veniva spinta dal motore Ford Cosworth DFV, montato su una monoscocca di alluminio. Dotata di cambio Hewland DG400 e pneumatici Goodyear, fu capace di discreti risultati.

## Attività sportiva

### 1974
Esordì nel Gran Premio del Canada con un ventiquattresimo posto in griglia seguito da una dodicesima posizione finale, guidata da Mark Donohue. Durante il gran premio di casa a Watkins Glen, Donohue si ritirò per un problema alle sospensioni posteriori, dopo essere partito in quattordicesima posizione.
La stagione terminò dunque senza che la PC1 ottenesse punti.

### 1975
Nella stagione seguente fece segnare il quinto posto nel GP di Svezia sempre con Donohue, entrando più volte nella Top 10 a fine gara durante l'anno.
Durante l'estate venne utilizzata al suo posto una March 751, e la PC1 fu definitivamente sostituita dal modello PC3 nel GP degli Stati Uniti. Alla guida il britannico John Watson prese il posto di Donohue, scomparso in seguito ad un incidente durante le prove in Austria.

## Risultati
| Anno | Team   | Motore                   | Gomme | Piloti       |  |  |  |  |  |  |  |  |  |  |  |  |  |    |     | Punti | Pos. |
| ---- | ------ | ------------------------ | ----- | ------------ |  |  |  |  |  |  |  |  |  |  |  |  |  | -- | --- | ----- | ---- |
| 1974 | Penske | Ford Cosworth DFV 3.0 V8 | G     | Mark Donohue |  |  |  |  |  |  |  |  |  |  |  |  |  | 12 | Rit | 0     | -    |

| Anno | Team   | Motore                   | Gomme | Piloti       |   |     |   |     |     |    |   |   |     |  |  |  |  |   | Punti | Pos. |
| ---- | ------ | ------------------------ | ----- | ------------ | - | --- | - | --- | --- | -- | - | - | --- |  |  |  |  | - | ----- | ---- |
| 1975 | Penske | Ford Cosworth DFV 3.0 V8 | G     | Mark Donohue | 7 | Rit | 8 | Rit | Rit | 11 | 5 | 8 | Rit |  |  |  |  |   | 2     | 12º  |
| 1975 | Penske | Ford Cosworth DFV 3.0 V8 | G     | John Watson  |   |     |   |     |     |    |   |   |     |  |  |  |  | 9 | 2     | 12º  |

| Legenda | 1º posto     | 2º posto | 3º posto    | A punti         | Senza punti/Non class.  | Grassetto – Pole position Corsivo – Giro più veloce |
| Legenda | Squalificato | Ritirato | Non partito | Non qualificato | Solo prove/Terzo pilota | Grassetto – Pole position Corsivo – Giro più veloce |